# قاسم‌آباد ساروئی
قاسم‌آباد ساروئی روستایی در دهستان نقش رستم بخش مرکزی شهرستان مرودشت استان فارس ایران است.

## جمعیت
بر پایه سرشماری عمومی نفوس و مسکن در سال ۱۳۹۵ جمعیت این روستا ۱٬۷۵۶ نفر (۵۰۸خانوار) بوده‌است.